# Filips van Bourgondië-Beveren
Filips van Bourgondië-Beveren (±1450 - 4 juli 1498), heer van Beveren, was een zoon van Anton van Bourgondië, bastaardzoon van Filips de Goede. Door zijn huwelijk met Anna van Borselen had Filips de Zeeuwse machtsbasis verworven van haar vader Wolfert en haar grootvader Hendrik II van Borselen. Op 31 mei 1486 legde hij de eed af als heer van Veere, nadat Maximiliaan I zijn schoonvader het jaar daarvoor uit die functie had gezet en deze zelf had aangenomen. Hij volgde Cornelis van Bergen op als admiraal der Nederlanden (1491 - 1498).
Hij had de volgende kinderen met Anna van Borselen:
- Charlotte van Bourgondië (overleden november 1509), huwde Joost van Kruiningen, burggraaf van Zeeland (overleden 7 april 1543)
- Adolf van Bourgondië (overleden 1540), opvolger als heer van Veere en admiraal der Nederlanden.
- Anna van Bourgondië (overleden 1512), huwde Johan van Glymes, heer van Walhain (overleden januari 1514)
- Margaretha van Bourgondië (overleden 1522), huwde Jacobus/Jacques Malet, heer van Coupigny en La Flotte (overleden juni 1507). Door haar huwelijk kreeg ze de titels van 'Vrouwe van Hénin-Liétard en La Fosse'.

## Voorouders
| Voorouders van Filips van Bourgondië-Beveren | Voorouders van Filips van Bourgondië-Beveren                                   | Voorouders van Filips van Bourgondië-Beveren                                   | Voorouders van Filips van Bourgondië-Beveren                                   | Voorouders van Filips van Bourgondië-Beveren                                   | Voorouders van Filips van Bourgondië-Beveren                     | Voorouders van Filips van Bourgondië-Beveren                     | Voorouders van Filips van Bourgondië-Beveren                     | Voorouders van Filips van Bourgondië-Beveren                     |
| -------------------------------------------- | ------------------------------------------------------------------------------ | ------------------------------------------------------------------------------ | ------------------------------------------------------------------------------ | ------------------------------------------------------------------------------ | ---------------------------------------------------------------- | ---------------------------------------------------------------- | ---------------------------------------------------------------- | ---------------------------------------------------------------- |
| Overgrootouders                              | Jan zonder Vrees (1371-1419) ∞ Margaretha van Beieren (1353-1423)              | Jan zonder Vrees (1371-1419) ∞ Margaretha van Beieren (1353-1423)              | ? (-) ∞ ? (-)                                                                  | ? (-) ∞ ? (-)                                                                  | ? (-) ∞ ? (-)                                                    | ? (-) ∞ ? (-)                                                    | ? (-) ∞ ? (-)                                                    | ? (-) ∞ ? (-)                                                    |
| Grootouders                                  | Filips de Goede (1396-1448) ∞ Jeanne de Presle de Lizy (1393-1463) (1353-1423) | Filips de Goede (1396-1448) ∞ Jeanne de Presle de Lizy (1393-1463) (1353-1423) | Filips de Goede (1396-1448) ∞ Jeanne de Presle de Lizy (1393-1463) (1353-1423) | Filips de Goede (1396-1448) ∞ Jeanne de Presle de Lizy (1393-1463) (1353-1423) | ? (-) ∞ ? (-)                                                    | ? (-) ∞ ? (-)                                                    | ? (-) ∞ ? (-)                                                    | ? (-) ∞ ? (-)                                                    |
| Ouders                                       | Anton van Bourgondië (1421-1504) ∞ Jeanne Marie de Viefville (-)               | Anton van Bourgondië (1421-1504) ∞ Jeanne Marie de Viefville (-)               | Anton van Bourgondië (1421-1504) ∞ Jeanne Marie de Viefville (-)               | Anton van Bourgondië (1421-1504) ∞ Jeanne Marie de Viefville (-)               | Anton van Bourgondië (1421-1504) ∞ Jeanne Marie de Viefville (-) | Anton van Bourgondië (1421-1504) ∞ Jeanne Marie de Viefville (-) | Anton van Bourgondië (1421-1504) ∞ Jeanne Marie de Viefville (-) | Anton van Bourgondië (1421-1504) ∞ Jeanne Marie de Viefville (-) |
| Filips van Bourgondië-Beveren (1450-1498)    |                                                                                |                                                                                |                                                                                |                                                                                |                                                                  |                                                                  |                                                                  |                                                                  |

- Digitale Bibliotheek voor de Nederlandse Letteren: bour025
- Gemeinsame Normdatei: 132267829
- Virtual International Authority File: 13465507
- WorldCat: E39PBJkhGp4Bj4wjPph4qMVDMP